# Ryan Stassel
Ryan Stassel (ur. 23 października 1992 w Anchorage) – amerykański snowboardzista, specjalizujący się w konkurencjach Big Air i slopestyle, mistrz świata.

## Kariera
Po raz pierwszy na arenie międzynarodowej pojawił się 22 lutego 2008 roku w Mt. Hood Meadows, gdzie w zawodach FIS Race zajął 30. miejsce w snowcrossie. W 2010 roku wystartował na mistrzostwach świata juniorów w Cardronie, zajmując dziewiąte miejsce w slopestyle'u. Na rozgrywanych rok później mistrzostwach świata juniorów w Valmalenco w tej samej konkurencji zajął 23. miejsce.
W Pucharze Świata zadebiutował 26 stycznia 2011 roku w Denver, gdzie zajął osiemnaste miejsce w big air. Na podium zawodów pucharowych po raz pierwszy stanął 13 lutego 2016 roku w Quebecu, kończąc rywalizację w big air na trzeciej pozycji. W zawodach tych wyprzedzili go tylko dwaj Kanadyjczycy: Max Parrot i Tyler Nicholson. Najlepsze wyniki w Pucharze Świata osiągnął w sezonie 2015/2016, kiedy to zajął piąte miejsce w klasyfikacji generalnej AFU, a w klasyfikacjach Big Air i slopestyle był szósty.
Największy sukces w karierze osiągnął w 2015 roku, kiedy na mistrzostwach świata w Kreischbergu zwyciężył w slopestyle'u. Wyprzedził tam broniącego tytułu Roope Tonteriego z Finlandii i kolejnego reprezentanta USA, Kyle'a Macka. Był też między innymi siódmy w slopestyle'u podczas mistrzostw świata w Stoneeham. Rok później wystartował na igrzyskach olimpijskich w Soczi, gdzie rywalizację w slopestyle'u ukończył na czternastej pozycji.

## Osiągnięcia

### Igrzyska olimpijskie
| Miejsce | Dzień    | Rok  | Miejscowość | Konkurencja | Zwycięzca       |
| ------- | -------- | ---- | ----------- | ----------- | --------------- |
| 14.     | 8 lutego | 2014 | Soczi       | Slopestyle  | Sage Kotsenburg |

### Mistrzostwa świata
| Miejsce | Dzień       | Rok  | Miejscowość | Konkurencja | Zwycięzca     |
| ------- | ----------- | ---- | ----------- | ----------- | ------------- |
| 7.      | 18 stycznia | 2013 | Stoneham    | Slopestyle  | Roope Tonteri |
| DNS     | 19 stycznia | 2013 | Stoneham    | Big Air     | Roope Tonteri |
| 1.      | 21 stycznia | 2015 | Kreischberg | Slopestyle  | -             |
| 40.     | 24 stycznia | 2015 | Kreischberg | Big Air     | Roope Tonteri |

### Puchar Świata

#### Miejsca w klasyfikacji generalnej AFU
- sezon 2010/2011: 121.
- sezon 2012/2013: 68.
- sezon 2013/2014: 61.
- sezon 2014/2015: 35.
- sezon 2015/2016: 5.
- sezon 2016/2017: 6.
- sezon 2017/2018: 22.
- sezon 2018/2019: 9.

#### Miejsca na podium chronologicznie
1. Québec – 13 lutego 2016 (Big Air) - 3. miejsce
2. Alpensia Resort – 26 listopada 2016 (Big Air) - 3. miejsce
3. Copper Mountain – 17 grudnia 2016 (Big Air) - 3. miejsce
4. Kreischberg – 14 stycznia 2017 (slopestyle) - 2. miejsce